# 영암공공도서관
영암공공도서관은 전라남도 영암군 소재의 공공 도서관이다.

## 연혁
- 1986 08. 27 영암공공도서관 착공
- 1987 07. 27 도서관 청사 준공 및 영암공공도서관 개관
- 2002 08. 30 아동실(1층) 증축. 디지털자료실(2층) 설치
- 2004 09. 10 평생학습실(2층) 증축
- 2010 10. 11 주차장 전면 아스콘 포장
- 2011 01. 20 평생학습관 지정(2011~2012)
- 2011 04. 13 2층 실재배치(열람실, 디지털자료실, 서버실)
- 2011 06. 21 국기 게양대 이전 설치
- 2011 11. 22 계단 칸막이 설치(옥외창고)
- 2011 12. 08 등나무 지붕설치(옥외 파고라)
- 2012 03. 05 도서관 외벽 리모델링 공사 준공. 행정실 확장 및 이전. 문서고 및 자료정리실 이전 개실
- 2012 06. 12 도서관 지정 폐기물(석면) 철거공사. 내부 리모델링(전기공사 LED전등 포함) 착공

## 시설현황
- 2층: 열람실, 디지털자료실
- 1층: 종합자료실, 비도서코너

## 이용 안내
이용 시간
- 종합자료실, 어린이자료실, 디지털자료실: 화-금 09:00 ~ 19:00 / 토-일 09:00 ~ 18:00
- 열람실: 평일 07:30-22:00 / 주말 08:00-21:00

휴관일
- 매주 월요일
- 일요일이 아닌 관공서의 공휴일(일요일과 공휴일이 겹칠 경우 휴관)
- 특별한 사유로 관장이 지정한 날